# 朴明洙的怎樣歌謠
《朴明洙的怎樣歌謠》（：／），是MBC綜藝節目《無限挑戰》節目組為實現朴明洙的音樂夢想而製作的特輯。在此特輯中，朴明洙以方背洞豹貓的名義在四十多天時間內為另外六位主持人製作歌曲。歌謠祭片段於2012年10月27日、12月29日及2013年1月5日在《無限挑戰》節目「朴明洙的怎樣歌謠準備篇」（共2期）及「朴明洙的怎樣歌謠」（共1期）特輯中播出。

## 發行專輯
本同名EP合輯收錄有《無限挑戰 朴明洙的怎樣歌謠》現場演出的歌曲之錄音室版本。
本專輯音源於2013年1月2日正式發售，所得收益用作慈善用途。

### 曲目列表
| 曲序     | 曲目                     |                | 作曲       | 演唱者   | 时长  |
| -------- | ------------------------ | -------------- | ---------- | -------- | ----- |
| 1.       | 江北帥哥（）             | 鄭亨敦         | 方背洞豹貓 | 鄭亨敦   | 3:08  |
| 2.       | Nogarcia（）             | 方背洞豹貓     | 方背洞豹貓 | 盧弘喆   | 2:45  |
| 3.       | 像媽媽一樣（）           | 方背洞豹貓、吉 | 方背洞豹貓 | 吉       | 2:38  |
| 4.       | Sexy Boy (feat.英智)（） | Haha           | 方背洞豹貓 | Haha     | 3:30  |
| 5.       | 我愛你（）               | 鄭埻夏、Nemo   | 方背洞豹貓 | 鄭埻夏   | 3:41  |
| 6.       | 蚱蜢世界（）             | 方背洞豹貓     | 方背洞豹貓 | 劉在錫   | 3:16  |
| 总时长： | 总时长：                 | 总时长：       | 总时长：   | 总时长： | 18:58 |